# Fortuna (Maranhão)
Fortuna est une municipalité brésilienne située dans l'État du Maranhão.